# Милан Муњас
Милан Муњас (Трњаци, код Уба , 1. август 1923 — Шуица, код Дувна, децембар 1943), учесник Народноослободилачке борбе и народни херој Југославије.

## Биографија
Рођен је 1. августа 1923. године у Трњацима, крај Уба. По завршеној основној школи шегртовао је у Убу и постао трговачки помоћник.
Члан Савеза комунистичке омладине Југославије (СКОЈ) постао је 1939. године, а члан Комунистичке партије Југославије (КПЈ) је септембра 1941. године.
Учесник Народноослободилачке борбе је од августа 1941. године, када је ступио у Тамнавску партизанску чету Посавског партизанског одреда. Учествовао је у борбама око Шапца, Крупња и одбрани Ужица. После повлачења партизанских снага ка Санџаку, крајем 1941. године ступио је у Шести (београдски) батаљон Прве пролетерске ударне бригаде.
Приликом освајања Ситнице, направио је неоубичајен подвиг - по дубоком снегу дотрчао је до немачког бункера, руком зграбио цев непријатељског митраљеза и заробио самог немачког пушкомитраљесца. Такође, за многе подвиге показане у борби за Ливно, августа 1942. године, похваљен је од стране Врховног команданта Јосипа Броза Тита. У октобру 1943. године завршио је Први официрски курс при Врховном штабу НОВ и ПОЈ, а затим је постављен за командира Треће чете у Шестом београдском батаљону.
Погинуо је децембра 1943. године, у близини села Шуица, код Дувна, прилком напада његове чете на непријатељске бункере.
Указом Президијума Народне скупштине Федеративне Народне Републике Југославије, 20. децембра 1951. године, проглашен је за народног хероја.

## Галерија
- Споменици и гробница у центру Уба
- Споменик борцима Тамнаве у НОБ
- Спомен-бисте Милану Муњасу и Рајку Михаиловићу
- Спомен-биста Милана Муњаса